# Rússia bolchevique
Rússia bolchevique (ou Rússia bolchevista) é um termo informal que designa o lado dos bolcheviques e seus territórios durante a Guerra Civil Russa ou, mais especificamente, o governo russo entre a Revolução de Outubro (7 de novembro de 1917) e a fundação da União Soviética (30 de dezembro de 1922).
No início, a área foi chamada de República Soviética Russa (em russo:  Российская Советская Республика, transl. Rossiyskaya Sovietskaya Respoeblika), até o Terceiro Congresso dos Sovietes de Toda a Rússia em 1918.
O nome oficial do país, então, era República Socialista Federativa Soviética da Rússia - RSFSR (em russo:  Российская Социалистическая Федеративная Советская Республика); porém, stricto sensu, houve um breve intervalo entre a Revolução de Outubro e a proclamação da RSFSR (e um intervalo ainda maior até a primeira constituição, de 1918), e o termo Rússia bolchevique é particularmente útil para descrever o governo russo, de orientação bolchevique, deste período.
O termo é usado informalmente para distinguir o país da "Rússia soviética", termo que se aplica de maneira mais ampla, historicamente (até 1991); o termo também difere geograficamente, já que em 1917-1922 os bolcheviques ainda controlavam um território muito menor que o da futura União Soviética.